# Fronte dell'Uomo Qualunque
Il Fronte dell'Uomo Qualunque (FUQ) è stato un movimento e, successivamente, un partito politico italiano sorto attorno all'omonimo giornale (L'Uomo qualunque) fondato a Roma nel 1944 dal commediografo e giornalista Guglielmo Giannini, portando avanti istanze liberal-conservatrici, populiste, anticomuniste e legate all'antipolitica, in polemica sia col fascismo sia con i partiti antifascisti del Comitato di Liberazione Nazionale (DC, PSIUP, PCI, PLI, PRI). Sul nome di questo fenomeno politico sono stati coniati il sostantivo qualunquismo e l'aggettivo qualunquista.

## Il periodico
(Guglielmo Giannini)

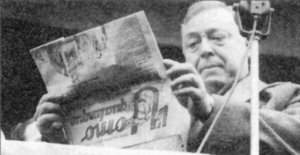
Guglielmo Giannini

Il 27 dicembre 1944 viene fondato e diretto da Guglielmo Giannini un nuovo settimanale, battezzato L'Uomo qualunque. Costa 5 lire a Roma e 6 lire fuori città; è un settimanale, ma ha il formato di un quotidiano e viene stampato su carta giallo-grigia.
Inserito nella U maiuscola si vede un torchio che schiaccia una striminzita immagine di uomo: è il simbolo della classe politica che opprime il borghese, il travet, insomma l'uomo qualunque. Sotto la testata c'è una rozza vignetta dove un poveraccio scrive su un muro: Abbasso tutti. Ai piedi di pagina vi è un'autobiografia del direttore, ossia Giannini, intitolata Io.
Il successo di questa pubblicazione si riscontra nelle tirature: dalle 25 000 del primo numero, si arriverà alle 850 000 del maggio del 1945. Una delle rubriche più seguite, intitolata Le vespe, è nutrita di pettegolezzi su uomini politici e intellettuali. Le vespe riprendevano l'omonima rubrica presente nel primo giornale che Giannini aveva fondato, a diciotto anni, Il domani, ma si percepiva anche l'influenza stilistica del giornale umoristico napoletano Monsignor Perelli cui lo scrittore aveva collaborato.
I nomi degli avversari vengono storpiati: Calamandrei è chiamato Caccamandrei, Salvatorelli diventa Servitorelli, Vinciguerra è Perdiguerra. I personaggi presi più di mira compaiono in una vignetta che ha per titolo PDF (ossia "pezzo di fesso"). È una forma di umorismo, o meglio di satira, piuttosto pesante, di grana grossa, che arriva a trasformare l'espressione "vento del nord" (ossia la spinta a un rinnovamento morale, prima che politico, venuta dalla vittoria della Resistenza) in "rutto del nord". Ma è un umorismo che fa presa sugli scontenti (che sono milioni nel clima così difficile del dopoguerra), sugli epurati e su chi teme d'essere epurato.
Scopo dell'ideatore era dare voce alle opinioni dell'uomo della strada, contrario al regime dei partiti e a ogni forma di statalizzazione. Fin dal primo numero la posizione del settimanale è chiara: contraria al fascismo, di cui condanna il centralismo decisionale, ma anche al comunismo e agli "antifascisti di professione", accostati al primo fascismo per l'accento epurazionista dei primi anni del dopoguerra. Paradossalmente, quindi, il giornale è accusato di essere cripto-fascista e per questo motivo viene chiesta a più voci la soppressione della testata. Il 5 febbraio 1945 Giannini viene denunciato dall'alto commissario dell'epurazione, Grieco, senza esito alcuno.

## Il partito

### Nascita del partito

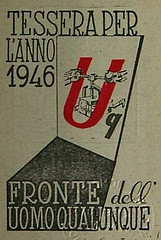
Tessera del partito del 1946

Giannini, di matrice liberale e liberista, affermava nel 1945: «Non esiste e non può esistere una politica di massa». L'accelerazione alla nascita di un partito di massa viene però a crearsi con il governo di Ferruccio Parri (da Giannini ribattezzato "Fessuccio Parmi"), insediatosi il 21 giugno del 1945. Il neo Presidente del Consiglio viene accusato dal settimanale di Giannini di essere inadeguato alla carica ricoperta. Il successo di questa iniziativa è tale che, spontaneamente, numerosi simpatizzanti "amici dell'Uomo qualunque", si uniscono in gruppi che assumono il nome di "nuclei qualunquisti".
L'8 agosto 1945 Giannini scrive di dover accogliere il «grido di dolore» - citazione di Vittorio Emanuele II - levantesi da ogni parte d'Italia. Il 7 novembre successivo viene pubblicato il programma del futuro Fronte qualunquista.
Alla formazione dei nuclei qualunquisti, seguono la nascita di sedi sparse nella penisola italiana, tesseramenti e fondazioni di segreterie. In un primo momento Giannini cerca di far confluire quest'adesione popolare nel Partito Liberale Italiano, ma l'opposizione di Benedetto Croce fa naufragare questo progetto.
A seguito di questo rifiuto, Giannini decide di fondare un suo partito. Il primo congresso del neonato Fronte dell'Uomo qualunque si tiene a Roma nell'aula magna della città universitaria, tra il 16 ed il 19 febbraio del 1946. Il partito viene formalmente costituito il 18.
Nel giorno di apertura del congresso il Partito Comunista Italiano critica fortemente la costituzione del nuovo partito, bollandolo come un tentativo di ricostituzione del disciolto Partito Nazionale Fascista:
(Velio Spano, L'Unità, 16 febbraio 1946)

### Il programma
Il Fronte dell'Uomo Qualunque concepisce uno Stato non di natura politica, ma semplicemente amministrativa, senza alcuna base ideologica. Uno stato tecnico che funga da organizzatore di una "folla" e non di una "nazione". Secondo Giannini per governare: «[…] basta un buon ragioniere che entri in carica il primo gennaio e se ne vada il 31 dicembre. E non sia rieleggibile per nessuna ragione». Da questa visione consegue il concetto che lo Stato debba essere il meno presente possibile nella società: l'economia dev'essere lasciata totalmente ai privati, in un sistema totalmente liberista, anche se Giannini dubita del grande capitalismo, troppo compromesso col potere. Se ciò non fosse, lo Stato diverrebbe etico e secondo Giannini da questa eticità deriverebbe l'oppressione del libero pensiero del singolo, fino ad arrivare a una visione imperialista dell'organizzazione centrale.
I punti cardine sono quindi:
- lotta al comunismo;
- lotta al capitalismo della grande industria;
- liberismo economico individuale;
- limitazione del prelievo fiscale;
- assenza dello Stato dalla vita sociale del Paese.

### Le elezioni amministrative del 1946
Alle elezioni amministrative del 1946 il Fronte dell'Uomo Qualunque si presenta soprattutto nel Centro e nel Mezzogiorno; a Venezia si allea col Partito Nazionale Monarchico, mentre in alcuni casi è alleato col Partito Liberale Italiano.
Al Nord è intorno al 4%, raggiungendo il miglior risultato a La Spezia dove arriva al 9,3%. Raggiunge a Roma il 20,69% dove è il secondo partito dietro alla Democrazia Cristiana. In generale ottenne ottimi risultati mantenendosi sul 15%-20% in tutto il Meridione, ma è in Sicilia che ottiene i migliori risultati a livello nazionale, e diventa il primo partito a Palermo e Messina dove ottiene rispettivamente il 24,53% e il 30,60% eleggendo due sindaci, il messinese Ignazio De Salvo e il palermitano Gennaro Patricolo. È il primo partito anche a Lecce, mentre in Sardegna i qualunquisti raggiungono al massimo il 14,1%, a Sassari. A Foggia, nel corso della legislatura, due consiglieri eletti nelle liste qualunquiste sono eletti sindaci, Paolo Telesforo nel 1948 e Vito Ciampoli nel 1950.

### L'Assemblea Costituente
Il 2 giugno 1946 si tengono le elezioni nazionali per l'Assemblea Costituente. Il Fronte dell'Uomo qualunque ottiene 1 211 956 voti, pari al 5,3% delle preferenze, e manda all'Assemblea 30 deputati diventando il quinto partito nazionale, dopo la Democrazia Cristiana, il Partito Socialista Italiano di Unità Proletaria, il Partito Comunista Italiano e l'Unione Democratica Nazionale. Il 14 dicembre 1946 il partito adotta il nuovo nome di Fronte Liberale Democratico dell'Uomo Qualunque.
Nella concomitante campagna referendaria per la scelta tra monarchia e repubblica l'Uomo Qualunque era stata una delle poche formazioni a dare una esplicita indicazione di voto in favore della monarchia (anche se Giannini era repubblicano), tanto da attrarre alla lunga alcuni deputati del Blocco Nazionale della Libertà.

### Elezioni regionali in Sicilia del 1947: il primo Blocco Liberal Qualunquista
Alle prime elezioni regionali siciliane del 1947, il Fronte forma l'alleanza del Blocco Democratico Liberal Qualunquista assieme al Partito Liberale Italiano ed è il terzo partito con il 14,8% e ben 12 seggi, dietro solo alla Democrazia Cristiana e al Fronte Democratico Popolare delle sinistre.

### L'avvicinamento a DC e PCI e la fine politica
A Parri succede alla guida del Governo Alcide De Gasperi, che attacca duramente la formazione di Giannini, definendola filofascista. Oltre ai grandi partiti radicati nel territorio, anche la Confindustria, guidata da Angelo Costa, è ostile al Fronte, per gli attacchi ricevuti da Giannini su presunti accordi tra la grande industria e il sindacato, controllato dai comunisti.
Nel 1947 il partito assume un atteggiamento più conciliante verso il quarto governo di De Gasperi, che aveva segnato l'estromissione dei comunisti dalla compagine governativa e addirittura in seguito farà aperture verso il PCI.

#### La scissione Liberal-Qualunquista e dell'Unione Nazionale
Questo avvicinamento allo Scudo Crociato rappresenterà però la fine del successo popolare del Fronte dell'Uomo qualunque: alcuni sostenitori, delusi dal nuovo posizionamento dichiaratamente governativo, abbandonano il partito. In maggio, alle regionali in Sicilia, formano una lista, "Blocco Democratico Liberal Qualunquista", che ottiene il 14,7%, mentre in parlamento ben 14 deputati qualunquisti escono dal gruppo formando una separata Unione Nazionale, in cui entrano i Liberal Qualunquisti.
Dopo aver tentato un'alleanza con la Democrazia Cristiana e il MSI, Giannini si avvicinò al leader comunista Palmiro Togliatti, definito due anni prima «verme, farabutto e falsario». Tra l'altro, Antonio Pallante, che il 14 luglio 1948 attenterà alla vita di Togliatti, apparteneva al gruppo qualunquista siciliano scissionista. Molti simpatizzanti dell'Uomo Qualunque, allibiti da questa scelta filo-PCI, abbandonarono l'ex-commediografo che, messo alle strette, rinunciò al patto d'amicizia con il PCI per stringerne un altro con il PLI.

#### Il Blocco Nazionale, la seconda scissione e lo scioglimento
In vista delle elezioni politiche del 1948, il partito di Giannini entrò nel Blocco Nazionale: l'accordo fu siglato il 10 gennaio 1948, insieme al sopracitato PLI e all'Unione della Ricostruzione di Nitti. Tale scelta originerà una scissione e fra i dimissionari spiccherà il segretario generale del Fronte Vincenzo Tieri che fonderà il Partito Qualunquista Italiano. Un'altra componente del partito esce dal Fronte per confluire nel Partito Nazionale Monarchico.
Il "Blocco Nazionale" ottenne 19 deputati e 7 senatori, di cui però di riferimento del partito solo 4 deputati (dai 30 della Costituente) tra cui lo stesso Giannini e la sorella Olga, e 3 senatori, oltre a Roberto Bencivenga (di diritto). Con l'insuccesso elettorale il Fronte ha di fatto concluso la sua funzione e i qualunquisti confluiranno nei mesi successivi chi nel Partito Nazionale Monarchico e chi nel PLI; qualche altro esponente aderirà al neonato Movimento Sociale Italiano.
Nelle prime elezioni regionali sarde del 1949, UQ che è ormai in via di dissoluzione, è l'ultimo partito con solo lo 0,9% di voti.
Sciolto il partito, alle elezioni politiche del 1953 Guglielmo Giannini si candidò nella lista laziale della Democrazia Cristiana raccogliendo 13 439 preferenze e risultando il 12º dei non eletti. Poco dopo le elezioni Amintore Fanfani formò un governo di centro-sinistra con il Partito Socialista Democratico Italiano e Giannini, contrario a tale formula politica, individuò come possibili interlocutori prima il MSI e poi il Partito Nazionale Monarchico. Nel 1958 fu candidato alla Camera a Roma nel Partito Monarchico Popolare di Achille Lauro ma non fu eletto, ponendo fine alla sua attività politica. Il quotidiano L'Uomo Qualunque continuò le sue pubblicazioni fino alla morte di Giannini, avvenuta nel 1960.

## Il qualunquismo
Il termine "qualunquismo", poi rimasto nel lessico politico con evidente accezione negativa, definisce atteggiamenti di sfiducia nelle istituzioni democratiche, di diffidenza e ostilità nei confronti della politica e del sistema dei partiti, di insensibilità agli interessi generali, che si traducono in opinioni semplicistiche e sostanzialmente conservatrici sui problemi dello Stato e del governo. In verità il movimento era tutt'altro che disinteressato ed insensibile alla vita politica del Paese, ma piuttosto sfiduciato dal sistema partitocratico e dallo scarso interesse che la politica mostrava verso i reali problemi della gente, dell'uomo qualunque appunto. Nella cultura francese esiste un termine analogo, poujadisme.

## Congressi
- I Congresso - Roma, 16-19 febbraio 1946
- II Congresso - Roma, 21-26 settembre 1947

## Nelle istituzioni

### Assemblea Costituente
Gruppo Fronte dell'Uomo Qualunque
| Assemblea Costituente |
| --------------------- |
| 30 deputati           |

- Emilio Patrissi, presidente
- Bartolomeo Cannizzo, vicepresidente (fino al 19 gennaio 1948)
- Ezio Coppa, segretario
- Giuseppe Abozzi
- Pietro Castiglia
- Vincenzo Cicerone
- Vincenzo Tieri
- Tommaso Corsini
- Giuseppe De Falco
- Armando Fresa
- Nicola La Gravinese
- Pasquale Lagravinese
- Catullo Maffioli
- Mario Marina
- Leonardo Miccolis
- Gennaro Patricolo
- Ottavia Penna Buscemi
- Giulio Perugi
- Renato Puoti
- Mario Rodinò Di Miglione
- Cesario Rodi
- Guido Russo Perez
- Vincenzo Selvaggi

### Camera dei Deputati
Gruppo misto
| I legislatura |
| ------------- |
| 5 deputati    |

### Senato della Repubblica
Gruppo misto
| I legislatura |
| ------------- |
| 1 senatore    |

## Risultati elettorali
| Elezione                                                                    | Elezione    | Voti      | %    | Seggi    |
| --------------------------------------------------------------------------- | ----------- | --------- | ---- | -------- |
| Politiche 1946                                                              | Costituente | 1.211.956 | 5,27 | 30 / 556 |
| Politiche 1948 a                                                            | Camera      | 1.003.727 | 3,82 | 5 / 574  |
| Politiche 1948 a                                                            | Senato      | 1.222.419 | 5,40 | 1 / 237  |
| a Nel Blocco Nazionale, col PLI (totale seggi: 19 alla Camera, 7 al Senato) |             |           |      |          |

## Nella cultura di massa
- Il rapper Caparezza si ispira al Fronte dell’Uomo Qualunque per l’ideazione del “Fronte dell’Uomo Qualcuno”, presente in Io diventerò qualcuno nell’album Le dimensioni del mio caos.[9]